# ثلاثي ببتيد

مثال على ثلاثي ببتيد مكون من (من اليسار إلى اليمين): فالين (Val) - غلايسين (Gly) - ألانين (Ala).

رباعي الببتيد هو ببتيد قليل التعدد متكون من ثلاثة أحماض أمينية مرتبطة ببعضها بروابط ببتيدية.
يعد الجلوتاثيون من الأمثلة الشهيرة على ثلاثيات الببتيد.